# NFPA 13
NFPA 13（英語: Standard for the Installation of Sprinkler Systems）とは、全米防火協会（NFPA）が策定・管理するスプリンクラー設備の設計および設置に関する規程である。

## 概要
本規程は人命や財産の保護を主眼としたスプリンクラー設備の設計手法、設置方法、構成部品を定めている。全米防火協会の策定する関連した規程にはNFPA 13D（Standard for the Installation of Sprinkler Systems in One- and Two-Family Dwellings and Manufactured Homes）とNFPA 13R（Standard for the Installation of Sprinkler Systems in Low-Rise Residential Occupancies）があり、両者は人命の保護のみを主目的としている。